# Гинандроморфизъм
Гинандроморф е организъм, който притежава и мъжки, и женски характеристики. Терминът идва от гръцките думи γυνή (gynē) – „женски“, ἀνήρ (anēr) – „мъжки“ и μορφή (morphē) – „форма“ и се използва главно в областта на ентомологията. Гинандроморфизмът най-често се среща при организми, които имат силно изразен полов диморфизъм, като някои пеперуди, паяци и птици, но се среща и у много други видове организми.

## Примери
Гинандроморфизмът е откриван у Lepidoptera (пеперуди и молци) от 1700 г. насам. Наблюдавано е и при ракообразните като омарите и раците, при паяците, кърлежите, мухите, скакалците, щурците, водните кончета, мравките, термитите, пчелите, гущерите, змиите, гризачите, и при много различни видове птици. Особен пример при птиците е зебровата чинка. Тези птици имат латерални мозъчни структури и наличие на общ стероиден сигнал, което е значително доказателство за нехормонален полов механизъм, който регулира диференциацията на мозъка.

## Причинителни фактори
Причината за това явление обикновено (но невинаги) е нещо, случило се по време на митозата при ранното развитие. Когато организмът съдържа само няколко клетки, една от делящите се клетки не разделя половите си хромозоми по типичния начин. Поради това една от двете клетки има полови хромозоми, които причиняват мъжко развитие, а другата клетка има хромозоми, които причиняват женско. Например XY клетка в митоза дублира своите хромозоми, превръщайки се в XXYY. Обикновено тази клетка се разделя на две клетки XY, но в редки случаи клетката може да се раздели и на клетка X, и клетка XYY. Ако това се случи в началото на развитието, тогава голяма част от клетките стават X и голяма част – XYY. Тъй като X и XYY диктуват два различни пола, организмът притежава и женски, и мъжки тъкани.

## Препратки
1. ↑  Rudolphi, Karl Asmund. Beschreibung einer seltenen menschlichen Zwitterbildung nebst vorangeschickten allgemeinen Bemerkungen über Zwitter-Thiere //  Abhandlungen der Königlichen Akademie der Wissenschaften zu Berlin.   1828. с. 45–69.
2. ↑  Packard, Alpheus Spring. On Gynandromorphism in the Lepidoptera //  Memoirs Read Before the Boston Society of Natural History 2.   1875. с. 409–412.
3. ↑  Pavid, Katie. Beauty of the dual-gender butterfly //   Natural History Museum. Посетен на 11 May 2021.
4. ↑  Suzuki, Yuya и др. Morphology and sex-specific behavior of a gynandromorphic Myrmarachne formicaria (Araneae: Salticidae) spider //  The Science of Nature 106 (7).   2019-06-14. DOI:10.1007/s00114-019-1625-x. с. 34.
5. ↑  Labruna, M. B. и др. Gynandromorphism in Amblyomma cajennense and Rhipicephalus sanguineus (Acari: Ixodidae) //  Journal of Parasitology 88 (4).   August 2002. DOI:[0810:GIACAR2.0.CO;2 10.1645/0022-3395(2002)088[0810:GIACAR]2.0.CO;2]. с. 810–811.
6. ↑  Morgan, T. H. Mosaics and gynandromorphs in Drosophila //  Experimental Biology and Medicine 11 (6).   1 June 1914. DOI:10.3181/00379727-11-105. с. 171–172.
7. ↑  Maeno, Koutaro и др. Morphological and behavioural characteristics of a gynandromorph of the desert locust, Schistocerca gregaria //  Physiological Entomology 32 (3).   September 2007. DOI:10.1111/j.1365-3032.2007.00573.x. с. 294–299.
8. ↑  Taniyama, Katsuya и др. Sexual identity and sexual attractiveness of a gynandromorph of the lawn ground cricket, Polionemobius mikado (Orthoptera: Trigonidiidae): Gynandromorph of Polionemobius mikado //  Entomological Science 21 (4).   December 2018. DOI:10.1111/ens.12321. с. 423–427.
9. ↑  Renjith, R. V. и др. A record of gynandromorphism in the libellulid dragonfly Crocothemis servilia (Insecta: Odonata) from India //  Journal of Threatened Taxa 12 (9).   26 June 2020. DOI:10.11609/jott.5322.12.9.16183-16186. с. 16183–16186.
10. ↑  Donisthorpe, Horace. Gynandromorphism in ants //  Zoologischer Anzeiger 82.   1929. с. 92–96.
11. ↑  Cokendolpher, James C. и др. Gynandromorphic Desert Fire Ant, Solenopsis aurea Wheeler (Hymenoptera: Formicidae) //  Journal of the New York Entomological Society 91 (3).   1983. с. 242–245.
12. ↑  Miyaguni, Yasushi и др. The first report of gynandromorphy in termites (Isoptera; Kalotermitidae; Neotermes koshunensis) //  The Science of Nature 104 (7–8).   August 2017. DOI:10.1007/s00114-017-1478-0. с. 60.
13. ↑  Lucia, Mariano и др. A New Gynandromorph of Xylocopa frontalis with a Review of Gynandromorphism in Xylocopa (Hymenoptera: Apidae: Xylocopini) //  Annals of the Entomological Society of America 106 (6).   1 November 2013. DOI:10.1603/AN13085. с. 853–856.
14. ↑  Mitchell, Joseph C. и др. A Gynandromorphic Whiptail Lizard, Cnemidophorus inornatus, from Arizona //  Copeia 1978 (1).   10 February 1978. DOI:10.2307/1443840. с. 156.
15. ↑  Krohmer, Randolph W. Reproductive Physiology and Behavior of a Gynandromorph Redsided Garter Snake, Thamnophis sirtalis parietalis, from Central Manitoba, Canada //  Copeia 1989 (4).   27 December 1989. DOI:10.2307/1446001. с. 1064–1068.
16. ↑  Asdell, S. A. The Accessory Reproductive Tract in Mammalian True Hermaphrodites, an Effect of Position //  The American Naturalist 76 (762).   1942. DOI:10.1086/281015. с. 75–84.
17. ↑  Hollander, W. F. и др. A study of 25 gynandromorphic mice of the Bagg albino strain //  The Anatomical Record 124 (2).   February 1956. DOI:10.1002/ar.1091240207. с. 223–243.
18. ↑  Chen, Xuqi и др. Sexually dimorphic expression of trkB, a Z-linked gene, in early posthatch zebra finch brain //  Proceedings of the National Academy of Sciences 102 (21).   2005. DOI:10.1073/pnas.0408350102. с. 7730–5.
19. ↑  Gouldian finch
Erythrura gouldiae Gynandromorph Архив на оригинала от 2006-07-16 в Wayback Machine.
20. ↑  Powderhill Banding Fall 2004 Архив на оригинала от 2006-12-31 в Wayback Machine.
21. ↑  A Gender-bender Colored Cardinal, by Tim Wall, Discovery News, 31 May 2011 архивно копие //    Архивиран от оригинала на 2012-09-30. Посетен на 2023-08-15.
22. ↑  Half-cock chicken mystery solved //  BBC News.   11 March 2010.
23. ↑  Arnold, Arthur P. Sex chromosomes and brain gender //  Nature Reviews Neuroscience 5 (9).   2004. DOI:10.1038/nrn1494. с. 701–8.
24. ↑  Adams, James K. Gynandromorphs //   Department of Natural Sciences, Dalton State College.  Архивиран от оригинала на 2013-03-07. Посетен на 2005-06-29.

|  | Тази страница частично или изцяло представлява превод на страницата Gynandromorphism в Уикипедия на английски. Оригиналният текст, както и този превод, са защитени от Лиценза „Криейтив Комънс – Признание – Споделяне на споделеното“, а за съдържание, създадено преди юни 2009 година – от Лиценза за свободна документация на ГНУ. Прегледайте историята на редакциите на оригиналната страница, както и на преводната страница, за да видите списъка на съавторите. ВАЖНО: Този шаблон се отнася единствено до авторските права върху съдържанието на статията. Добавянето му не отменя изискването да се посочват конкретни източници на твърденията, които да бъдат благонадеждни. |